# Edward Stigter
E.P. (Edward) Stigter (Hardinxveld-Giessendam, 15 juni 1970) is een Nederlandse ambtenaar en politicus van GroenLinks. Sinds 17 juni 2019 is hij lid van de Gedeputeerde Staten van Noord-Holland.

## Biografie

### Opleiding en loopbaan
Stigter studeerde van 1990 tot 1995 politicologie aan de Universiteit van Amsterdam en van 1993 tot 1995 milieukunde aan de Universiteit Utrecht. Van 1996 tot 1998 was hij beleidsmedewerker milieu bij de gemeente Alphen aan den Rijn.
Van 1998 tot 2017 bekleedde hij diverse management- en directiefuncties bij de rijksoverheid. Van 2017 tot 2019 was hij themadirecteur 'gezonde en veilige leefomgeving' bij de Vereniging van Nederlandse Gemeenten.

### Politieke loopbaan
Van 2019 tot 2023 was Stigter namens GroenLinks gedeputeerde van Noord-Holland met in zijn portefeuille Klimaat en energie, Leefbaarheid, gezondheid en milieu, IPO-bestuur, Subsidies en ICT en Data.